# Danh sách nhà cai trị xứ Parma
Công tước xứ Parma và Piacenza (tiếng Ý: duca di Parma e Piacenza; tiếng Anh: Duke of Parma and Piacenza; ) là người cai trị Công quốc Parma và Piacenza, một quốc gia lịch sử ở miền Bắc của Bán đảo Ý, tồn tại từ năm 1545 đến 1802 và một lần nữa từ năm 1814 đến năm 1859.
Công tước xứ Parma cũng là Công tước xứ Piacenza, ngoại trừ những năm đầu cai trị của Ottavio Farnese (1549–1556), và thời kỳ diễn ra các cuộc chiến tranh Napoléon, khi cả hai được tách ra thành những chức vụ riêng biệt do hai cá nhân khác nhau nắm giữ. Công tước xứ Parma cũng thường giữ danh hiệu Công tước xứ Guastalla từ năm 1746 (khi Francis I, Hoàng đế La Mã Thần thánh chiếm đóng Công quốc Guastalla sau khi Công tước xứ Gonzaga cuối cùng qua đời không con) cho đến năm 1847 (khi lãnh thổ được nhượng lại cho Công quốc Modena), ngoại trừ dưới thời Hoàng đế Napoléon I, khi em gái của Napoléon là Pauline Bonaparte trong thời gian ngắn được phong làm Nữ công tước xứ Guastalla và Varella. Công tước cuối cùng là Robert I, bị lật đổ và mất quyền lực trong một cuộc cách mạng sau chiến thắng của Pháp và Sardinia trước Đế quốc Áo. Lãnh thổ của nó được sáp nhập vào Sardinia vào năm 1860.
Năm 1814, sau khi Hoàng đế Napoleon I thoái vị, con trai của ông là Hoàng tử Napoleon đã được nhận tước phong Công tử xứ Parma và trở thành người thừa kế của mẹ ông là Maria Ludovica của Áo, nhưng Đại hội Viên đã bác bỏ quyền thừa kế này, chỉ cho phép mẹ ông trở thành Nữ công tước xứ Parma và giữ tước vị này cho đến khi qua đời thì quyền công tước sẽ được trả lại cho Nhà Bourbon-Parma.

## Công tước xứ Parma và Piacenza (1545-1731)

### Nhà Farnese 1545–1731
| Công tước                                              | Chân dung | Sinh | Hôn nhân | Chết                                            |
| ------------------------------------------------------ | --------- | --- | --- | ----------------------------------------------- |
| Pier Luigi 16 tháng 9 năm 1545 – 10 tháng 9 năm 1547   |           | 19 tháng 11 năm 1503 Rome con trai của Hồng y Alexander Farnese (tương lai Giáo hoàng Paul III) và mẹ có lẽ là Silvia Ruffini | Girolama Orsini 1519 Rome 4 children | 10 September 1547 Piacenza aged 43              |
| Ottavio 9 tháng 11 năm 1549 – 18 tháng 9 năm 1586      |           | 9 tháng 10 năm 1524 Valentano con trai của Pier Luigi Farnese, Công tước xứ Parma và Girolama Orsini                          | Margaret xứ Parma 4 tháng 11 năm 1538 Rome 2 người con | 18 tháng 9 năm 1586 Parma tuổi 61               |
| Alessandro 18 tháng 9 năm 1586 – 3 tháng 12 năm 1592   |           | 27 tháng 8 năm 1545 Rome con trai của Ottavio Farnese, Công tước xứ Parma và Margaret xứ Parma                                | Maria của Bồ Đào Nha 11 tháng 11 năm 1565 Brussels 3 người con | 3 Tháng 12 năm 1592 Saint Waast, Hà Lan tuổi 47 |
| Ranuccio I 3 tháng 12 năm 1592 – 5 tháng 3 năm 1622    |           | 28 tháng 3 năm 1569 Parma con trai của Alexander Farnese, Công tước xứ Parma và Maria của Bồ Đào Nha                          | Margherita Aldobrandini 7 tháng 5 năm 1600 Rome 9 người con | 5 tháng 3 năm 1622 Parma tuổi 52                |
| Odoardo 5 tháng 3 năm 1622 – 11 tháng 9 năm 1646       |           | 28 tháng 4 năm 1612 Parma con trai của Ranuccio I Farnese, Công tước xứ Parma và Margherita Aldobrandini                      | Margherita de Medici 11 tháng 10 năm 1628 Florence 4 người con | 11 tháng 9 năm 1646 Piacenza tuổi 34            |
| Ranuccio II 11 tháng 9 năm 1646 – 11 tháng 12 năm 1694 |           | 17 tháng 9 năm 1630 Casalmaggiore con trai của Odoardo Farnese, Công tước xứ Parma và Margherita de Medici                    | (1) Marguerite xứ Savoy 29 tháng 4 năm 1660 Turin 2 người con (2) Isabella xứ Modena 18 tháng 2 năm 1664 Modena 3 người con (3) Maria xứ Modena 1 Tháng 10 năm 1668 Modena 9 người con | 11 tháng 12 năm 1694 Parma tuổi 64              |
| Francesco 11 tháng 12 năm 1694 – 26 tháng 2 năm 1727   |           | 19 tháng 5 năm 1678 Parma con trai của Ranuccio II Farnese, Công tước xứ Parma và Maria xứ Modena                             | Dorothea Sophie xứ Neuburg 7 tháng 12 năm 1696 Parma không có hậu duệ | 26 tháng 2 năm 1727 Piacenza tuổi 48            |
| Antonio 26 tháng 2 năm 1727 – 20 tháng 1 năm 1731      |           | 29 tháng 11 năm 1679 Parma con trai của Ranuccio II Farnese, Công tước xứ Parma và Maria xứ Modena                            | Enrichetta d'Este 5 tháng 2 năm 1728 Parma không có vấn đề gì | 20 tháng 1 năm 1731 Parma tuổi 51               |

### Nhà Bourbon Tây Ban Nha (1731–1735)
| Công tước                                            | Chân dung | Sinh                                                                                   | Hôn nhân                                                 | Chết                                |
| ---------------------------------------------------- | --------- | -------------------------------------------------------------------------------------- | -------------------------------------------------------- | ----------------------------------- |
| Charles I 29 tháng 12 năm 1731 – 3 tháng 10 năm 1735 | Charles   | 20 tháng 1 năm 1716 Madrid con trai của Felipe V của Tây Ban Nha và Elizabeth xứ Parma | Maria Amalia xứ Sachsen 19 tháng 6 năm 1738 13 người con | 14 tháng 12 năm 1788 Madrid tuổi 72 |

### Nhà Habsburg (1735–1748)
| Công tước                                                   | Chân dung | Sinh | Hôn nhân                                                                                  | Chết                              |
| ----------------------------------------------------------- | --------- | --- | ----------------------------------------------------------------------------------------- | --------------------------------- |
| Hoàng đế Karl VI 3 tháng 10 năm 1735 – 20 tháng 10 năm 1740 |           | 1 tháng 10 năm 1685 Viên con trai của Leopold I của Thánh chế La Mã và Eleonore Magdalene xứ Neuburg                   | Elisabeth Christine xứ Braunschweig-Wolfenbüttel 1 tháng 8 năm 1708 Barcelona 4 người con | 20 tháng 10 năm 1740 Viên 55 tuổi |
| Maria Teresa 20 tháng 10 năm 1740 – 18 tháng 10 năm 1748    |           | 13 tháng 5 năm 1717 Vienna con gái của Karl VI của Thánh chế La Mã và Elisabeth Christine xứ Braunschweig-Wolfenbüttel | Franz I của Thánh chế La Mã 12 tháng 2 năm 1736 16 người con                              | 29 tháng 11 năm 1780 Viên tuổi 63 |

### Nhà Bourbon-Parma (1748–1802)
| Công tước                                           | Chân dung | Sinh                                                                                   | Hôn nhân                                                   | Mất                                     |
| --------------------------------------------------- | --------- | -------------------------------------------------------------------------------------- | ---------------------------------------------------------- | --------------------------------------- |
| Filippo 18 tháng 10 năm 1748 – 18 tháng 7 năm 1765  |           | 15 tháng 3 năm 1720 Madrid con trai của Felipe V của Tây Ban Nha và Elisabeth Farnese  | Louise-Élisabeth của Pháp 25 tháng 10 năm 1739 3 người con | 18 tháng 7 năm 1765 Alessandria tuổi 45 |
| Ferdinand 18 tháng 7 năm 1765 – 9 tháng 10 năm 1802 |           | 20 tháng 1 năm 1751 Parma con trai của Filippo I xứ Parma và Louise-Élisabeth của Pháp | Maria Amalia của Áo 19 tháng 7 năm 1769 7 người con        | 9 tháng 10 năm 1802 Fontevivo tuổi 51   |

### Công tước Pháp xứ Parma (1808-1814)
Những nhân vật trong danh sách này không thực sự cai trị bất kỳ lãnh thổ nào của Parma và Piacenza, nhưng nhận tước phong danh dự duché grand-fief, cha truyền con nối, được Hoàng đế Napoléon I phong tặng vào năm 1808.
| Công tước                                  | Chân dung | Sinh                                                                                           | Hôn nhân                                     | Mất                                      |
| ------------------------------------------ | --------- | ---------------------------------------------------------------------------------------------- | -------------------------------------------- | ---------------------------------------- |
| Jean-Jacques-Régis de Cambacérès 1808–1814 |           | 18 tháng 10 năm 1753 Montpellier con trai của Jean-Antoine de Cambacérès và Marie-Rose Vassal  | chưa bao giờ kết hôn                         | 8 tháng 3 năm 1824 Paris tuổi 70         |
| Charles-François Lebrun 1808–1814          |           | 19 tháng 3 năm 1739 Saint-Sauveur-Lendelin con trai thứ 4 của Paul Lebrun và Louise Le Cronier | Anne Delagoutte 1773 3 con trai và 2 con gái | 16 tháng 6 năm 1824 Sainte-Mesme tuổi 85 |

### Nhà Habsburg-Lorraine (1814–1847)
| Công tước                                              | Chân dung | Sinh | Hôn nhân | Mất                                |
| ------------------------------------------------------ | --------- | --- | --- | ---------------------------------- |
| Maria Luisa 11 tháng 4 năm 1814 – 17 tháng 12 năm 1847 |           | Ngày 12 tháng 12 năm 1791 Viên con gái của Franz II của Thánh chế La Mã và Maria Teresa của Napoli và Sicilia | (1) Hoàng đế Napoléon I 1 tháng 4 năm 1810 Louvre 1 con trai (2) Adam Albert, Bá tước von Neipperg 7 tháng 9 năm 1821 Parma 3 người con (3) Charles René, Bá tước Bombelles Parma Ngày 17 tháng 2 năm 1834 không có hậu duệ | 17 tháng 12 năm 1847 Parma tuổi 56 |

- Napoléon François Joseph Charles Bonaparte, con trai của Marie Louise và Hoàng đế Napoléon I, đã có lúc nằm trong hàng kế vị, nhưng ông chưa bao giờ là Công tước xứ Parma. Ông mất trước mẹ mình vào năm 1832.

### Nhà Bourbon-Parma (1847–1859)
| Công tước                                           | Chân dung | Sinh                                                                                              | Hôn nhân | Mất                                    |
| --------------------------------------------------- | --------- | ------------------------------------------------------------------------------------------------- | --- | -------------------------------------- |
| Carlo II 17 tháng 12 năm 1847 – 17 tháng 5 năm 1849 |           | 22 tháng 12 năm 1799 Madrid con trai của Louis xứ Etruria và María Luisa Josefina của Tây Ban Nha | Maria Teresa xứ Savoy 5 tháng 9 năm 1820 2 người con                                                                              | 16 tháng 4 năm 1883 Nice tuổi 83       |
| Carlo III 17 tháng 5 năm 1849 – 27 tháng 3 năm 1854 |           | 14 tháng 1 năm 1823 Pianore con trai của Carlo xứ Parma và Maria Teresa xứ Savoy                  | Vương nữ Louise d'Artois 10 tháng 11 năm 1845 4 người con                                                                         | 27 tháng 3 năm 1854 Parma tuổi 31      |
| Roberto I 27 tháng 3 năm 1854 – 9 tháng 6 năm 1859  |           | 9 tháng 7 năm 1848 Florence con trai của Carlo III xứ Parma và Vương nữ Louise d'Artois           | (1) Maria Pia của Hai Sicilie 5 tháng 4 năm 1869 12 người con (2 ) Maria Antónia của Bồ Đào Nha 15 tháng 10 năm 1884 12 người con | 16 tháng 11 năm 1907 Viareggio tuổi 59 |